# Kate Miller-Heidke
Kate Miller-Heidke (Brisbane; 16 de noviembre de 1981) es una cantautora y actriz australiana. A pesar de que fue instruida en música clásica, ha seguido una carrera en la música alternativa. Firmó un contrato con Sony Australia, Epic en Estados Unidos y RCA en Reino Unido, pero ahora es una artista independiente. Representó a Australia en el Festival de la Canción de Eurovisión 2019 con la canción "Zero Gravity" en mayo de 2019 en Tel Aviv, Israel.

## Primeros años
Miller-Heidke se graduó del St Aidan's Anglican Girls' School en 1998, pero previamente había asistido al Brigidine College, Indooroopilly. Luego asistió a la universidad, donde se formó en un grado de Música Clásica del Queensland Conservatorium of Music con una beca completa, seguido de un máster en música de la Universidad de Queensland. Como cantante clásica, ha ganado varios premios, incluyendo el Elizabeth Muir Prize (2000), el Donald Penman Prize (2001), el Linda Edith Allen Memorial Prize (2002) y el Horace Keats Prize (2002). Entre sus actuaciones se encuentran las obras Orfeo en los infiernos (2000), Venus y Adonis (2002) y The Pilgrim's Progress (2002). Como artista en desarrollo en la ópera de Queensland ha actuado en muchas producciones como Sweeney Todd, Don Pasquale y Un ballo in maschera. En julio de 2005 hizo su debut como solista en la ópera de Queensland con el papel de Flora en la ópera de Benjamin Britten, The Turn of the Screw.

## Carrera

### 2000–2005: Comienzos, Elsewhere, y EP como solista
Miller-Heidke tocó en varias bandas de Brisbane antes de probar una carrera como solista en 2002. Miller-Heidke fue la líder y compositora de la banda Elsewhere, formada en  2000, la cual lanzó un EP homónimo de canciones originales antes de separarse en 2003.
Miller-Heidke tocó en el evento anual Women In Voice en 2002, 2004 y 2005, donde compartió el escenario con artistas como Pearly Black, Margret RoadKnight, Jenny Morris y la líder de Divinyls, Chrissy Amphlett. Miller-Heidke se volvió conocida en Brisbane debido a sus actuaciones, y su aparición en 2005 en Women in Voice 14 le hizo ganar el Helpmann Award a Mejor Actuación en un Concierto Australiano Contemporánero.
En junio de 2004, Miller-Heidke grabó y distribuyó indpendientemente su primer EP, Telegram, una colección de canciones, todas escritas por ella misma (excepto dos que fuerin escritas por su actual marido, Keir Nuttall). En 2005, lanzó un segundo EP Comikaze, sin embargo solo 500 copias fueron hechas. Según una entrevista en 2007, Miller-Heidke creía que el material cómico del EP había sido un error y dejaron de hacerse copias.
En 2006, Miller-Heidke fue invitada por Deborah Conway a participar en el Broad Festival project, con otras arotstas femeninas australianas, tocaron sus propias canciones. Junto a Miller-Heidke y Conway estuvieron Melinda Schneider, Mia Dyson y Ella Hooper.
Miller-Heidke iba a cantar canciones de Gilbert and Sullivan con Opera Australia; en vez de eso, le dio la espalda al canto clásico y se concentró en la música popular y en la composición de canciones cuando "Space They Cannot Touch", una canción de Telegram, se volvió un éxito en Australia. El apoyo de la radio llevó a incrementarse el interés nacional por la música de Miller-Heidke: no solo ganó fanes, también firmó un contrato discográfico, consiguió su primer mánager, Leanne de Souza, y su primer agente, Dorry Kartabani, en la Harbour Agency. Miller-Heidke luego comenzó una gira por el país con su banda.
Aparte de su gira por Australia y de aparecer en festivales en Woodford – donde fue nombrada Reina del Woodford Folk Festival en 2002/2003, – como también Port Fairy y Blue Mountains. Miller-Heidke apareció en la televisión nacional australiana como panelista invitada en RocKwiz, Spicks and Specks y Q&A. Ha tocado en los programas de ABC, The Sideshow y Q&A, en los de Network Ten, Rove, Sunrise, The Morning Show y Good News Week, y dos veces en los ARIA Music Awards.

### 2006–2007:Circular BreathingyLittle Eve
Habiendo firmado con Sony Australia, Miller-Heidke lanzó su tercer EP Circular Breathing en 2006, seguido de su álbum debut Little Eve el 15 de junio de 2007. El álbum fue certificado de oro en Australia.

### 2008–2010:Curiousery éxito mediático
Su segundo álbum, Curiouser, fue lanzado en Australia el 18 de octubre dw 2008. El álbum fue grabado en Los Ángeles, con Miller-Heidke trabajando con los coproductores Nuttall y Mickey Petralia, quien ha producido álbumes para Beck y Flight of the Conchords. Las canciones fueron escritas dirante un período de dos meses de junto a Nuttall. El primer sencillo de álbum, "Can't Shake It" debutó en los ARIA Chart wn el número 38 en octubre de 2008, convierténdola en la primera canción de Miller-Heidke en llegar al top 40. Curiouser fue su primer álbum el top 10, debutandi en el número 8 y llegando hasta el número 2 en los ARIA Top 50 Albums chart.

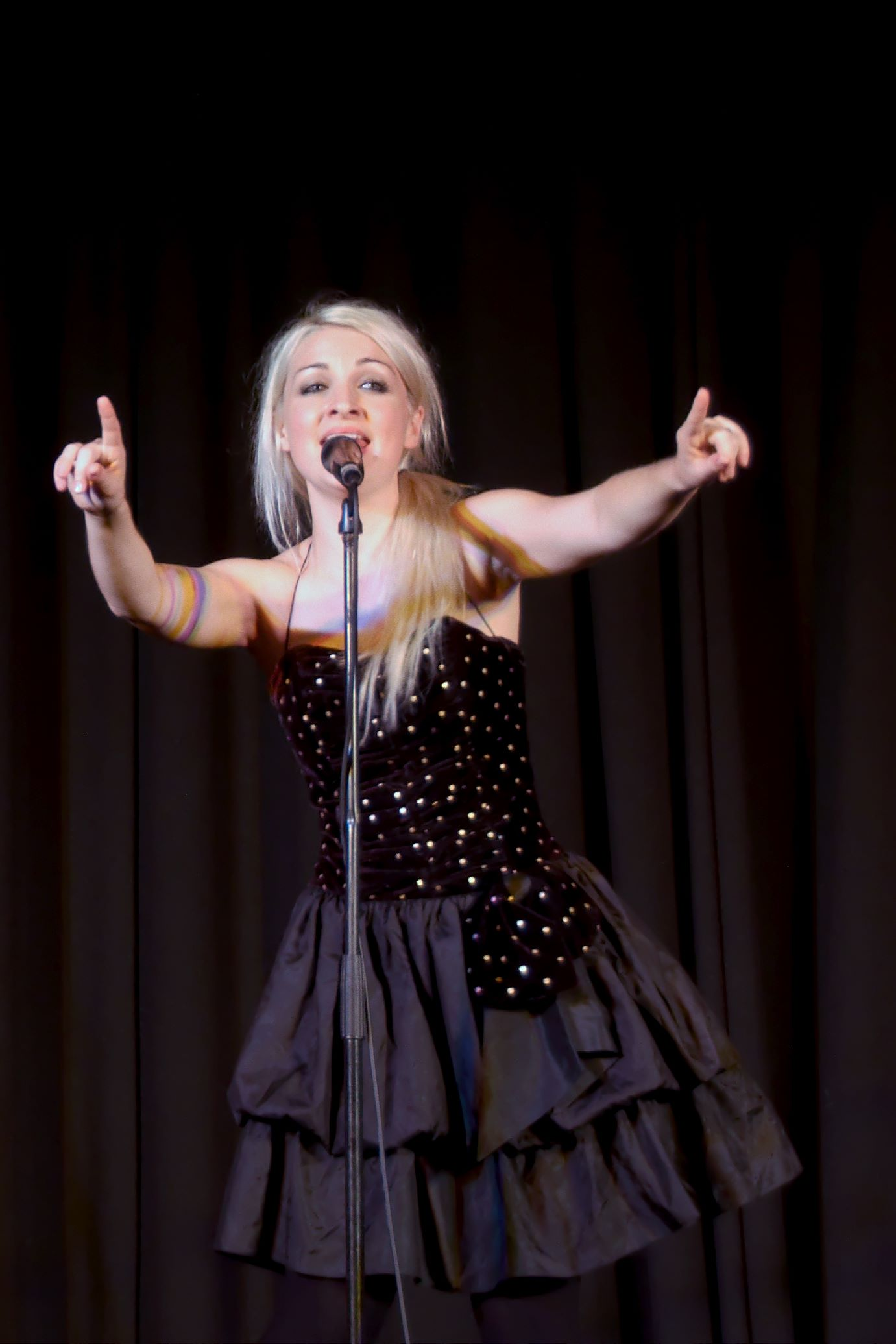
Actuando en 2008

En abril de 2009, Miller-Heidke ganó aclamación de la crítica por su papel de Baby Jane en Jerry Springer: The Opera en la Ópera de Sídney. Cuando Tom Morris la vio en el papel, le pidió que audicionara para su producción de la ópera de John Adams, The Death of Klinghoffer para la English National Opera (ENO) en el London Coliseum; tras dos meses de ensayo, Miller-Heidke hizo de British Dancing Girl por dos semanas a principios de 2012. Miller-Heidke repitió papel otra vez en la Metropolitan Opera en Nueva York en octubre de 2014.
A Miller-Heidke y Nuttall les fueron galardonados $US25,000 de premio en la International Songwriting Competition 2008 por la composición "Caught in the Crowd". Fueron los primeros australianos en ganar el gran premio. La canción fue adoptada por la Australian High School curriculum como parte de un programa anti-acoso escolar. El segundo sencillo de Curiouser  llegó al número 33 en los ARIA charts en junio de 2009. "Caught in the Crowd" fue relanzado en 2009 y fue acreditado como sencillo de oro.
Su siguiente sencillo, "The Last Day on Earth" llegó al 3° puesto en Australia, su primer top 10. Debido al éxito del sencillo, Curiouser volvió a entrar en el top 50 y se mantuvo en el primer puesto en iTunes por tres semanas. La canción se convirtió en el primer número 1 #1 en cualquier lista que después llegaría al número 1 en la ARIA Australian Artist Singles Chart. El sencillo "The Last Day On Earth" y el álbum Curiouser fueron certificados de platino.
Curiouser ha disfrutado de éxito por parte de la crítica.
Miller-Heidke se ha ido de gira por Estados Unidos, Reino Unido y Europa como invitada especial de Ben Folds.
A través de 2010/2011, Miller-Heidke tocó en varios festivales alrededor dek globo como Coachella, Lilith Fair, Rifflandia, Byron Bay Bluesfest, Southbound y Peats Ridge Festival. También apareció en el álbum del cantante Passenger, Flight of the Crow.

### 2011–2013:Fatty Gets a StylistyNightflight
En junio de 2011, Miller-Heidke lanzó un álbum junto a Fatty Gets a Stylist, otra colaboración con Keir Nuttall. Su primer sencillo, "Are You Ready?", fue usado en un anuncio de la Lotería de Nueva York en la televisión estadounidense y para anunciar Seven Network, en la que actores de varios programas imitan canciones mientras caminan.
El álbum Fatty Gets a Stylist (lanzado como Liberty Bell fuera de Australia) fue escrito y grabado en un ordenador por varios meses en varias localizaciones incluyendo Australia, el sureste de Asia y Londres. El álbum fue lanzado el 25 de junio de 2011 y llegó al puesto 90 en los ARIA albums charts.
El 13 de abril de 2012 lanzó su tercer álbum de estudio, Nightflight. Ningún sencillo oficial fue anunciado, pero Miller-Heidke confirmó que se estaban grabando dos videoclips: "Ride This Feeling", y "I'll Change Your Mind". Tras el lanzamiento en Australia, el álbum llegó al número 1 en los iTunes albums chart y al 2 en los ARIA album chart.

### 2013–presente:O Vertigo!y debut en la actuación
En 2013, el sencillo "Ride this Feeling" fue seleccionado como tema promocional de la campaña 'Visit Brisbane'.
Miller-Heidke tuvo el papel de Amber en el estreno mundial de la ópera de Michel van der Aa, Sunken Garden para la English National Opera en abril de 2013.

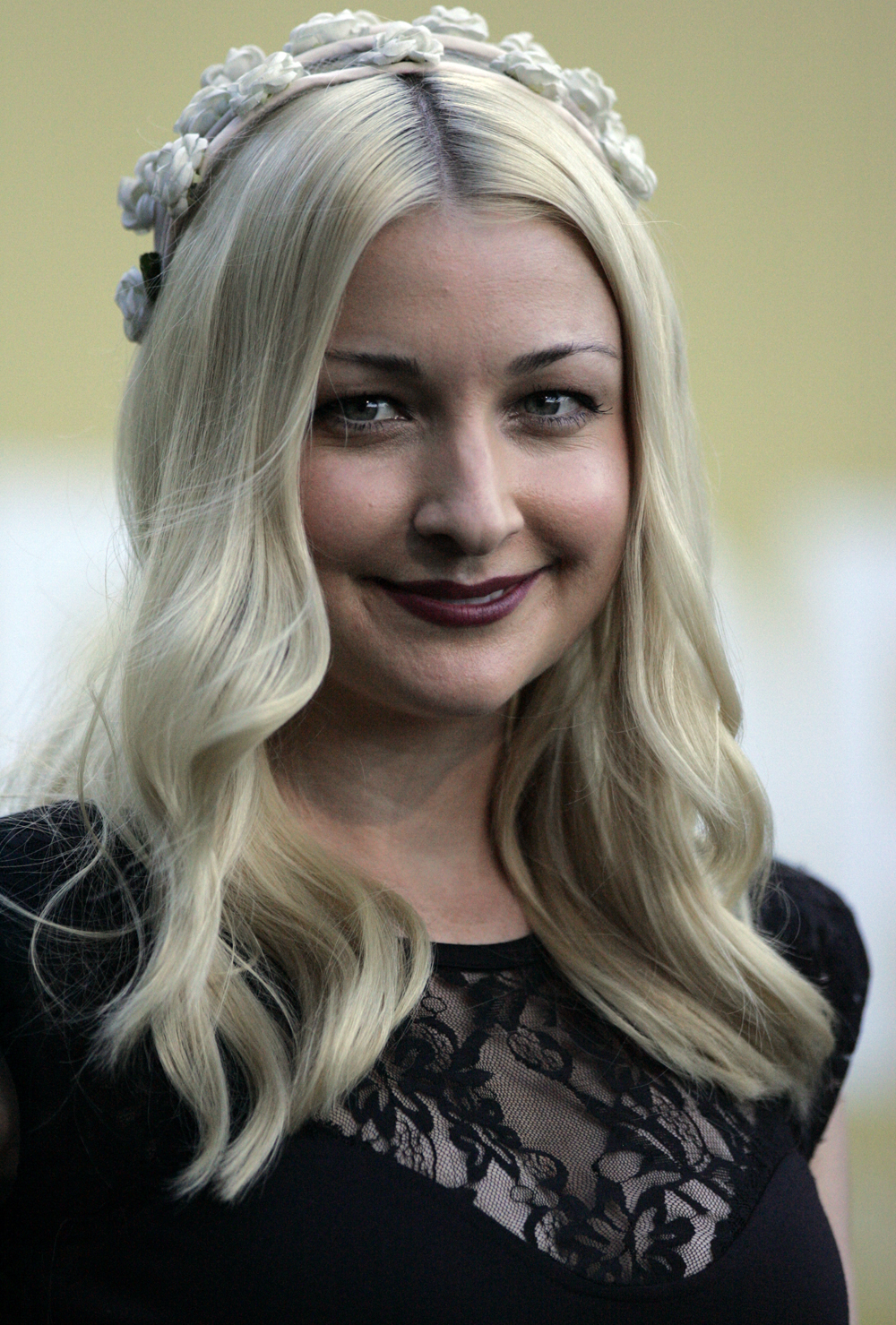
En 2013

En septiembre de 2013, Miller-Heidke anunció su partida de Sony Records. También reveló que estaba trabajando en su cuarto álbum de estudio, O Vertigo!, y montó una tienda llamada PledgeMusic, pidiendo dinero para ser usado para el álbum como también donaciones para la protección de la Gran Barrera de Coral. Su petición rompió un récord en Pledge: en tres días, alcanzó la cantidad requerida para el álbum y siguió recibiendo donaciones.
En 2014, Lyndon Terracini aninció que Opera Australia le había pedido a Miller-Heidke que escribiera una ópera basada en el libro infantil de John Marsden, The Rabbits. The Rabbits se estrenó en el Perth Festival en febrero de 2015, con críticas positivas. Miller-Heidke hizo de protagonista femenina en la película de Michel van der Aa, The Book of Sand, y debutó como actriz de televisión en la miniserie de ABC, The Divorce, estrenada en diciembre de 2015.
Miller-Heidke coescribió la música y letra para el musical Muriel's Wedding, el cual fue estrenado por la Sydney Theatre Company en noviembre de 2017. Ella y Keir Nuttall escribieron las canciones para la producción de 2018 de Simon Phillips, Twelfth Night para la Melbourne Theatre Company donde fueron interpretadas por Colin Hay.
En 2017, Miller-Heidke lanzó un álbum en directo, "Kate Miller-Heidke and the Sydney Symphony Orchestra, Live At The Sydney Opera House".
A principios de 2019, Miller-Heidke fue anunciada como una de las candidatas para representar a Australia en el Festival de la Canción de Eurovisión 2019 con la canción "Zero Gravity"; ganó el 9 de febrero de 2019 y representó a su país en el festival.

## Vida personal
En 2016, Miller-Heidke y su marido Keir Nuttall le dieron la bienvenida a su primer hijo, Ernie Edward Miller Nuttall.

## Discografía
Álbumes de estudio
- Little Eve (2007)
- Curiouser (2008)
- Nightflight (2012)
- O Vertigo! (2014)

Sencillos
- "Apartment" (2006)
- "Words" (2007)
- "Make It Last" (2007)
- "Space They Cannot Touch" (2008)
- "Can't Shake It" (2008)
- "Caught in the Crowd" (2009)
- "The Last Day on Earth" (2009)
- I'll Change Your Mind" (2012)
- "Sarah" (2013)[36]
- "Ride This Feeling" (2013)[37]
- "Drama" (junto a Drapht) (2014)
- "Sing to Me" (2014)[38]
- "Offer It Up" (2014)[39]
- "I'm Growing a Beard Downstairs for Christmas" (junto a The Beards) (2015)
- "Where?" (2016)
- "You've Underestimated Me, Dude" (2016)
- "Zero Gravity" (2019)
- "Ernie" (2019)[40]

## Filmografía
| Año  | Título           | Papel                               | Notas                |
| ---- | ---------------- | ----------------------------------- | -------------------- |
| 2015 | The Book of Sand | Mujer                               | Película interactiva |
| 2015 | The Divorce      | Caroline                            | Miniserie            |
| 2018 | Ladies in Black  | Cantante de club de alterne (cameo) |                      |

### Teatro
| Año     | Título                    | Papel                     | Notas |
| ------- | ------------------------- | ------------------------- | ----- |
| 2009    | Jerry Springer: The Opera | Baby Jane                 |       |
| 2012–14 | The Death of Klinghoffer  | Chica británica bailarina |       |
| 2013    | Sunken Garden             | Amber                     |       |
| 2015–16 | The Rabbits               | Songbird                  |       |